# 樂善州
樂善州是宋代夔州路紹慶府所屬的一個羈縻州，當為唐代舊州。其轄地在今廣西省河池一帶地方。又廣南路融州亦轄樂善州，當同是一地。